# Scilla bussei
Scilla bussei là một loài thực vật có hoa trong họ Măng tây. Loài này được Dammer miêu tả khoa học đầu tiên năm 1912.